# Chociszew (gmina)
Chociszew – dawna gmina wiejska istniejąca od XIX wieku do 1954 roku w woj. łódzkim. Siedzibą władz gminy był Chociszew.
Za Królestwa Polskiego gmina Brużyca należała do powiatu łęczyckiego  w guberni piotrkowskiej. 
W okresie międzywojennym gmina Chociszew należała do powiatu łęczyckiego w woj. łódzkim. 1 kwietnia 1928 z gminy Chociszew wyłączono wsie Aniołów i Krogulec, włączając je do gminy Brużyca Wielka w powiecie łódzkim w tymże województwie. Miejscowości te stanowiły dotychczas odległą  eksklawę powiatu łęczyckiego na terenie powiatu łódzkiego pomiędzy gminą Nakielnica (od 1924 gminą Brużyca Wielka) a Zgierzem.
Po wojnie gmina zachowała przynależność administracyjną.Według stanu z dnia 1 lipca 1952 roku gmina składała się z 10 gromad: Chociszew, Chrośno, Grotniki, Kowalewice, Krasnodęby Nowe, Krzeszew Rządowy, Orła, Prawęcice, Sobień i Tkaczewska Góra.
Jednostka została zniesiona 29 września 1954 roku wraz z reformą wprowadzającą gromady w miejsce gmin. Po reaktywowaniu gmin z dniem 1 stycznia 1973 roku gminy Chociszew nie przywrócono, a jej dawny obszar wszedł głównie w skład gminy Parzęczew.